# Notoxus roeri
Notoxus roeri es una especie de coleóptero de la familia Anthicidae.

## Distribución geográfica
Habita en Namibia.